# Wi-Fi

Biểu tượng WiFi

Wi-Fi (phiên âm: /ˈwaɪfaɪ/; goai-phai) là một họ các giao thức mạng không dây, dựa trên các tiêu chuẩn của họ IEEE 802.11, được sử dụng rộng rãi trong cho việc kết nối không dây của thiết bị trong mạng cục bộ và việc kết nối Internet, cho phép các thiết bị điện tử trong phạm vi ngắn chia sẻ dữ liệu thông qua sóng vô tuyến. Được định nghĩa lần đầu bởi Vic Hayes, ông được gọi là "Cha đẻ của Wi-Fi" với chuẩn 802.11. Wi-Fi sau đó được đóng góp và phát triển bởi nhiều nhà nghiên cứu công nghệ khác gồm tiến sĩ John O'Sullivan, Terry Percival & Diet Ostry, Graham Daniels, John Deane. Bằng việc phát triển chip phần cứng giúp giảm độ dội sóng gây bóp méo tín hiệu, họ đã giúp hiện thực hóa việc truyền dữ liệu lớn bằng mạng cục bộ không dây Wi-Fi.
Ngày nay, Wi-Fi được sử dụng phổ biến trong các hệ thống mạng máy tính trên thế giới như trong các hộ gia đình, văn phòng làm việc cho đến việc kết nối các máy tính để bàn, laptop, máy tính bảng, điện thoại thông minh, máy in,... mà không cần đến cáp mạng, cũng như việc kết nối Internet cho các thiết bị này. Các địa điểm công cộng như như sân bay, quán café, thư viện hoặc khách sạn cũng được bố trí Wi-Fi để phục vụ nhu cầu kết nối Internet cho các thiết bị di động.
Tên gọi Wi‑Fi là một nhãn hiệu của Wi-Fi Alliance (tạm dịch: Hiệp hội WiFi) được sử dụng để đặt tên vào 1998. Wi-Fi Alliance là một tổ chức phi lợi nhuận đã giới hạn việc sử dụng thuật ngữ Wi-Fi Certified (tạm dịch: chứng chỉ Wi-Fi) cho những sản phẩm đã hoàn tất việc kiểm tra chứng nhận khả năng tương tác.
Tên gọi 802.11 bắt nguồn từ viện IEEE (Institute of Electrical and Electronics Engineers). Viện này tạo ra nhiều chuẩn giao thức kỹ thuật khác nhau, và nó sử dụng một hệ thống mã số nhằm phân loại chúng; 6 chuẩn thông dụng của WiFi hiện nay là 802.11a/b/g/n/ac/ax.

## Hoạt động

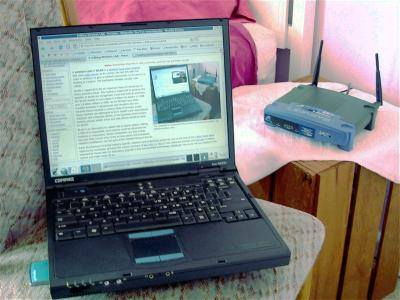
Máy tính xách tay cắm thẻ adapter ở cổng PC card đang liên lạc với router có hai ăngten nằm đằng sau.

Truyền thông qua mạng không dây là truyền thông vô tuyến hai chiều. Cụ thể:
- Thiết bị adapter không dây (hay bộ chuyển tín hiệu không dây) của máy tính chuyển đổi dữ liệu sang tín hiệu vô tuyến và phát những tín hiệu này đi bằng một ăngten.
- Thiết bị router không dây nhận những tín hiệu này và giải mã chúng. Nó gởi thông tin tới Internet thông qua kết nối hữu tuyến Ethernet.

Quy trình này vẫn hoạt động với chiều ngược lại, router nhận thông tin từ Internet, chuyển chúng thành tín hiệu vô tuyến và gửi đến adapter không dây của máy tính.

## Sóng Wi-Fi
Các sóng vô tuyến sử dụng cho WiFi gần giống với các sóng vô tuyến sử dụng cho thiết bị cầm tay, điện thoại di động và các thiết bị khác. Nó có thể chuyển và nhận sóng vô tuyến, chuyển đổi các mã nhị phân 1 và 0 sang sóng vô tuyến và ngược lại.
Tuy nhiên, sóng WiFi có một số khác biệt so với các sóng vô tuyến khác ở chỗ:
- Chúng truyền và phát tín hiệu ở tần số 2.4 GHz, 5 GHz hoặc 60 GHz. Tần số này cao hơn so với các tần số sử dụng cho điện thoại di động, các thiết bị cầm tay và truyền hình. Tần số cao hơn cho phép tín hiệu mang theo nhiều dữ liệu hơn.
- Chúng dùng chuẩn 802.11:
  - Chuẩn 802.11b là phiên bản đầu tiên trên thị trường. Đây là chuẩn chậm nhất và rẻ tiền nhất, và nó trở nên ít phổ biến hơn so với các chuẩn khác. 802.11b phát tín hiệu ở tần số 2.4 GHz, nó có thể xử lý đến 11 megabit/giây, và nó sử dụng mã CCK (complimentary code keying).
  - Chuẩn 802.11g cũng phát ở tần số 2.4 GHz, nhưng nhanh hơn so với chuẩn 802.11b, tốc độ xử lý đạt 54 megabit/giây. Chuẩn 802.11g nhanh hơn vì nó sử dụng mã OFDM (orthogonal frequency-division multiplexing), một công nghệ mã hóa hiệu quả hơn.
  - Chuẩn 802.11a phát ở tần số 5 GHz và có thể đạt đến 54 megabit/ giây. Nó cũng sử dụng mã OFDM. Những chuẩn mới hơn sau này như 802.11n còn nhanh hơn chuẩn 802.11a, nhưng 802.11n vẫn chưa phải là chuẩn cuối cùng.
  - Chuẩn 802.11n cũng phát ở tần số 2.4 GHz, nhưng nhanh hơn so với chuẩn 802.11a, tốc độ truyền dữ liệu tối đa đạt 450 megabit/giây.
  - Chuẩn 802.11ac phát ở tần số 5 GHz nhanh hơn so với chuẩn 802.11n, tốc độ truyền dữ liệu tối đa đạt đến 1.3 Gigabit/giây
  - Chuẩn 802.11ad phát ở tần số 60 GHz nhanh hơn so với chuẩn 802.11ac, tốc độ truyền dữ liệu tối đa đạt đến 4,6 Gigabit/giây
- WiFi có thể hoạt động trên cả ba tần số và có thể nhảy qua lại giữa các tần số khác nhau một cách nhanh chóng. Việc nhảy qua lại giữa các tần số giúp giảm thiểu sự nhiễu sóng và cho phép nhiều thiết bị kết nối không dây cùng một lúc.

## Adapter

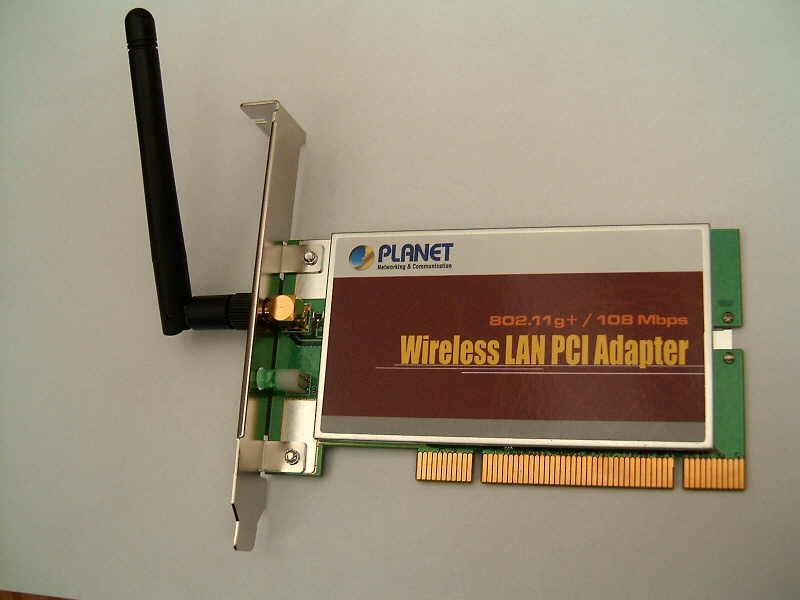
Một adapter cắm vào khe PCI cho máy tính để bàn.

Các máy tính nằm trong vùng phủ sóng WiFi cần có các bộ thu không dây, adapter, để có thể kết nối vào mạng. Các bộ này có thể được tích hợp vào các máy tính xách tay hay để bàn hiện đại. Hoặc được thiết kế ở dạng để cắm vào khe PC card hoặc cổng USB, hay khe PCI.
Khi đã được cài đặt adapter không dây và phần mềm điều khiển (driver), máy tính có thể tự động nhận diện và hiển thị các mạng không dây đang tồn tại trong khu vực./.

## Router
Nguồn phát sóng WiFi là máy tính với:
1. Một cổng để nối cáp hoặc modem ADSL
2. Một router (bộ định tuyến)
3. Một hub Ethernet
4. Một firewall
5. Một access point không dây

Hầu hết các router có độ phủ sóng trong khoảng bán kính 30,5 m về mọi hướng.

## Chú giải
1. ↑  Một hệ thống mạng WiFi cho phép nhiều người dùng kết nối vào không nhất thiết phải có kết nối Internet, như việc điện thoại có khả năng phát access point để nhiều thiết bị kết nối vào nhưng điện thoại phát access point đó không có kết nối Internet.